# Hannibal Mejbri
Hannibal Mejbri (em árabe: حَنِّبَعْل المجبري (Ivry-sur-Seine, 21 de janeiro de 2003) é um futebolista franco-tunisiano que atua como meia-atacante. Atualmente joga no Burnley. Representa também a Seleção Tunisiana.

## Carreira
Depois de ter passado pelas categorias de base de Paris FC, Boulogne-Billancourt e Monaco, Mejbri foi sondado por Manchester United, Manchester City, Liverpool e Arsenal desde 2016, tendo feito um período de testes com os Gunners. Em 2019, recebeu propostas de Bayern de Munique, Paris Saint-Germain e Barcelona.
Em agosto de 2019, o Manchester United anunciou em seu site que chegou a um acordo para contratar o meia-atacante. Foi noticiado que o clube pagou 5 milhões de euros, valor que aumentou para 10 milhões. Mejbri fez sua estreia como profissional na última rodada da Premier League de 2020–21, substituindo Juan Mata aos 82 minutos da partida contra o Wolverhampton Wanderers,, que terminou com vitória dos Red Devils por 2 a 1. Na temporada seguinte, atuou contra Liverpool (entrou no lugar de Phil Jones) e Crystal Palace (sua primeira partida como titular, jogando 62 minutos antes de ser substituído por Mata e tendo recebido um cartão amarelo).
Em 29 de agosto de 2022, Mejbri se juntou ao clube Birmingham City da Championship por empréstimo para a temporada 2022–23. Em 10 de fevereiro de 2023, ele marcou seu primeiro gol como sênior, contra o West Bromwich Albion, com uma cobrança de falta surpreendente.
Em 16 de setembro de 2023, Mejbri marcou seu primeiro gol na Premier League pelo Manchester United em uma derrota em casa por 3–1 contra o Brighton.
Em 15 de janeiro de 2024, o Manchester United enviou Mejbri por empréstimo para o clube da La Liga Sevilla até o final da temporada 2023–24, com uma cláusula de compra opcional relatada em cerca de €20 milhões.
Em 28 de agosto de 2024 assinou com o Burnley, por quatro temporadas.

## Carreira internacional
Tendo defendido as seleções Sub-16 e Sub-17 da França, Mejbri foi convocado pela primeira vez para a Seleção Tunisiana, estreando em junho de 2021 contra a República Democrática do Congo.
Representou as Águias de Cartago na Copa Árabe da FIFA de 2021 (que terminou com a Tunísia vice-campeã), no Campeonato Africano das Nações de 2021 e na Copa do Mundo FIFA de 2022, onde atuou por 10 minutos contra a Dinamarca.

## Títulos
Seleção Tunisiana
- Copa Kirin: 2022[18]

### Individuais
- Revelação Africana do Ano: 2021,[19] 2022[20]